# Champions Challenge za žene 2007. (hokej na travi)
4. natjecanje za Champions Challenge u hokeju na travi za žene se održalo 2007. godine. Predstavljao je drugi jakosni razred svjetskog reprezentativnog hokeja na travi.

## Mjesto i vrijeme održavanja
Održao se od 8. do 17. srpnja 2007. u Azerbajdžanu, u gradu Bakuu.

## Natjecateljski sustav
Igralo se po jednostrukom ligaškom sustavu. Za pobjedu se dobivalo 3 boda, za neriješeno 1 bod, a za poraz nijedan bod. U slučaju istog broja bodova, o poredku je odlučivalo koja djevojčad ima više pobjeda. Ako je i po tom kriteriju isto, onda se gledala razlika pogodaka. Da je bila ista, idući kriterij je davao prednost djevojčadi koja je postigla više pogodaka. Ako ni onda se nije moglo poredati sastave, gledao se međusobni susret sastava koje se pokušavalo poredati. U slučaju da ni se onda nije našlo rješenje, održavalo se natjecanje u raspucavanju kaznenih udaraca između djevojčadi među kojima se namjeravalo napraviti poredak.
Nakon ligaškog dijela, igralo se za poredak. Prve i druge na ljestvici su doigravale za zlatno odličje, treće i četvrte za brončano odličje, a pete i šeste na ljestvici za 5. i 6. mjesto. 6. je ispadala u niži natjecateljski razred.
Pobjednica je stjecala pravo sudjelovati u višem natjecateljskom razredu, na Trofeju prvakinja iduće godine u Njemačkoj, u Mönchengladbachu.

## Sudionice
- Azerbajdžan, domaćinke
- Engleska
- J. Koreja
- Kina
- Novi Zeland
- SAD

### Azerbajdžan
(1.) Seda Kjeirova (vratarka), (2.) Tatjana Šukurova, (3.) Nazira Hidajatova, (4.) Emine Muzaffarova, (5.) Zarifahon Zejnalova, (6.) Feruza Makajeva, (7.) Ljudmila Čegurko, (8.) Dilfuza Mirzalijeva, (9.) Hatira Alijeva, (10.) Zejnab Nurijeva (kapetanica), (11.) Gulnara Mikajilova, (13.) Ljubov Družinina, (14.) Mahira Ahmadova, (15.) Liana Nurijeva, (16.) Marina Alijeva, (20.) Viktorija Šahbazova (vratarka), (21.) Natalija Sidorova, (25.) Inojaton Džafarova. Trener: Tahir Zaman.

### Engleska
(1.) Katy Roberts, (3.) Lisa Wooding, (5.) Crista Cullen, (6.) Mel Clewlow, (8.) Helen Richardson, (9.) Jo Ellis, (11.) Kate Walsh (kapetanica), (12.) Chloe Rogers, (14.) Rachel Walker, (15.) Alex Danson, (16.) Alex Scott, (18.) Sally Walton, (19.) Hannah MacLeod, (21.) Joanne Ellis, (22.) Cathy Gilliat-Smith (24.) Becky Duggan (vratarka), (30.) Hayley Brown, (31.) Natalie Seymour. Trener: Danny Kerry.

### Južna Koreja
(1.) Ju-Young Lim (vratarka), (2.) Seon-Mee Lim, (3.) Hye-Sook Cho, (4.) Seul-Ki Cheon, (5.) Eun-Sil Kim, (6.) Seon-Mi Park, (7.) Hye-Jin Seo, (8.) Jung-Hee Kim, (9.) Mi-Hyun Park, (10.) Jin-Kyoung Kim (kapetanica), (11.) Mi-Seon Kim, (12.) Jong-Eun Kim, (13.) Mi-Ra Im, (14.) Hye-Lyoung Han, (15.) Sung-Hee Kim, (16.) Hang-Joo Jung (vratarka), (17.) Young-Sil Lee, (18.) Yeong-Sook Park. Trener: Jin-Soo Han.

### Kina
(3.) Zhao Xia Chen, (4.) Yi Bo Ma (kapetanica), (8.) Bao Rong Fu, (9.) Li Shuang, (10.) Li Hua Gao, (11.) Chun Ling Tang (12.) Wan Feng Zhou, (13.) Zhen Sun, (16.) Yi Meng Zhang (vratarka), (17.) Hong Xia Li, (18.) Ye Ren, (19.) Qiu Qi Chen, (21.) Yu Diao Zhao, (22.) Qing Ling Song, (23.) Yan Zhang, (26.) Qian Xing, (27.) E Jing Bao, (31.) Feng Zhen Pan (vratarka). Trener: Chang-Back Kim.

### Novi Zeland
(1.) Kayla Sharland, (2.) Emily Naylor, (3.) Krystal Forgesson, (4.) Kate Saunders, (6.) Meredith Orr (kapetanica), (7.) Alana Millington, (8.) Jaimee Claxton , (9.) Honor Dillon, (10.) Lizzy Igasan, (13.) Joanne Galletly, (14.) Kim Noakes, (15.) Beth Jurgeleit (vratarka), (17.) Caryn Paewai, (18.) Kimberley Green, (20.) Frances Kreft, (25.) Kate Mahon, (26.) Anita Wawatai (vratarka), (28.) Charlotte Harrison. Trener: Kevin Towns.

### SAD
(2.) Melissa Leonetti, (7.) Laura Suchoski, (8.) Rachel Dawson, (9.) Sarah Dawson, (10.) Tiffany Snow (kapetanica), (11.) Sara Silvetti, (12.) April Fronzoni, (14.) Jill Dedman (vratarka), (15.) Dana Sensenig, (18.) Michelle Kasold, (19.) Caroline Nichols, (21.) Claire Laubach, (23.) Katelyn Falgowski, (24.) Dina Rizzo, (25.) Amy Tran (vratarka), (27.) Lauren Crandall, (28.) Lauren Powley, (30.) Vianney Campos. Trenerica: Pam Bustin.

## Rezultati prvog dijela natjecanja
Satnice su po mjesnom vremenu u Bakuu.
| 9. srpnja 2007. 13:00 |             |     |                                      |
| Južna Koreja          | 2 : 0 (2:0) | SAD | Suci: Sarah Garnett Lisette Klaassen |
|                       |             |     | Suci: Sarah Garnett Lisette Klaassen |

| 9. srpnja 2007. 15:15 |             |             |                                 |
| Engleska              | 1 : 0 (1:0) | Novi Zeland | Suci: Minka Wooley Elena Eskina |
|                       |             |             | Suci: Minka Wooley Elena Eskina |

| 9. srpnja 2007. 18:00 |             |      |                                    |
| Azerbajdžan           | 0 : 2 (0:0) | Kina | Suci: Dawn Henning Nor Piza Hassan |
|                       |             |      | Suci: Dawn Henning Nor Piza Hassan |

| 10. srpnja 2007. 13:30 |             |          |                                |
| Južna Koreja           | 4 : 2 (3:1) | Engleska | Suci: Lin Miao Nor Piza Hassan |
|                        |             |          | Suci: Lin Miao Nor Piza Hassan |

| 10. srpnja 2007. 15:45 |             |      |                                 |
| SAD                    | 2 : 1 (1:0) | Kina | Suci: Minka Wooley Elena Eskina |
|                        |             |      | Suci: Minka Wooley Elena Eskina |

| 10. srpnja 2007. 18:00 |             |             |                                    |
| Azerbajdžan            | 0 : 1 (0:1) | Novi Zeland | Suci: Keum-Ju Lee Lisette Klaassen |
|                        |             |             | Suci: Keum-Ju Lee Lisette Klaassen |

| 12. srpnja 2007. 13:30 |             |             |                                |
| Kina                   | 8 : 1 (3:0) | Novi Zeland | Suci: Dawn Henning Keum-Ju Lee |
|                        |             |             | Suci: Dawn Henning Keum-Ju Lee |

| 12. srpnja 2007. 15:45 |             |          |                                  |
| SAD                    | 2 : 2 (1:0) | Engleska | Suci: Sarah Garnett Elena Eskina |
|                        |             |          | Suci: Sarah Garnett Elena Eskina |

| 12. srpnja 2007. 18:00 |             |              |                             |
| Azerbajdžan            | 3 : 4 (2:2) | Južna Koreja | Suci: Minka Wooley Lin Miao |
|                        |             |              | Suci: Minka Wooley Lin Miao |

| 14. srpnja 2007. 13:30 |             |             |                                    |
| SAD                    | 1 : 0 (0:0) | Novi Zeland | Suci: Dawn Henning Nor Piza Hassan |
|                        |             |             | Suci: Dawn Henning Nor Piza Hassan |

| 14. srpnja 2007. 15:45 |             |              |                                      |
| Kina                   | 2 : 0 (2:0) | Južna Koreja | Suci: Sarah Garnett Lisette Klaassen |
|                        |             |              | Suci: Sarah Garnett Lisette Klaassen |

| 14. srpnja 2007. 18:00 |             |          |                            |
| Azerbajdžan            | 0 : 1 (0:0) | Engleska | Suci: Keum-Ju Lee Lin Miao |
|                        |             |          | Suci: Keum-Ju Lee Lin Miao |

| 16. srpnja 2007. 12:00 |             |          |                                  |
| Kina                   | 4 : 1 (4:0) | Engleska | Suci: Sarah Garnett Minka Wooley |
|                        |             |          | Suci: Sarah Garnett Minka Wooley |

| 16. srpnja 2007. 14:15 |             |             |                             |
| Južna Koreja           | 3 : 1 (2:1) | Novi Zeland | Suci: Lin Miao Elena Eskina |
|                        |             |             | Suci: Lin Miao Elena Eskina |

| 16. srpnja 2007. 16:30 |             |     |                                     |
| Azerbajdžan            | 1 : 2 (0:0) | SAD | Suci: Dawn Henning Lisette Klaassen |
|                        |             |     | Suci: Dawn Henning Lisette Klaassen |

### Poredak nakon prvog dijela natjecanja
```
 1. 
 Kina              5      4     0     1     (17: 4)      
12

 2. 
 Južna Koreja      5      4     0     1     (13: 8)      
12

 
 3. 
 SAD               5      3     1     1     ( 7: 6)      
10

 
 4. 
 Engleska          5      2     1     2     ( 7:10)      
 7

 
 5. 
 Novi Zeland       5      1     0     4     ( 3:13)      
 3

 
 6. 
 Azerbajdžan       5      0     0     5     ( 4:10)       
0
```

## Doigravanje
- za 5. mjesto

| 17. srpnja 2007. 13:00 |                                            |             |                                |
| Azerbajdžan            | 3 : 4 (2:0;3:3) produžetci, zlatni pogodak | Novi Zeland | Suci: Dawn Henning Keum-Ju Lee |
|                        |                                            |             | Suci: Dawn Henning Keum-Ju Lee |

- za brončano odličje

| 17. srpnja 2007. 15:30 |             |     |                                |
| Engleska               | 2 : 1 (0:0) | SAD | Suci: Lin Miao Nor Piza Hassan |
|                        |             |     | Suci: Lin Miao Nor Piza Hassan |

- za zlatno odličje

| 17. srpnja 2007. 18:00 |             |              |                                  |
| Kina                   | 2 : 1 (1:1) | Južna Koreja | Suci: Minka Wooley Sarah Garnett |
|                        |             |              | Suci: Minka Wooley Sarah Garnett |

## Završni poredak
| Mj. | Momčad       |
| --- | ------------ |
| 1.  | Kina         |
| 2.  | Južna Koreja |
| 3.  | Engleska     |
| 4.  | SAD          |
| 5.  | Novi Zeland  |
| 6.  | Azerbajdžan  |

| Pobjednice Champions Challengea |
| ------------------------------- |
| Kina Prvi naslov                |

## Najbolje sudionice
- najbolja igračica
  -  Jin-Kyoung Kim
- najbolja vratarka
  -  Amy Tran
- najbolji strijelac: 
  -  Seul-Ki Cheon – 6 pogodaka

- ljestvica najboljih strijelaca
  -  Seul-Ki Cheon – 6 pogodaka (1 iz igre + 5 iz kaznenih udaraca iz kuta ili kaznenih udaraca)
  -  Yi Bo Ma, 5 pogodaka (0+5)
  -  Kate Saunders, 4 pogotka (0+4)
  -  April Fronzoni, 3 pogotka (2+1)
  -  Qing Ling Song, 3 pogotka (3+0)
  -  Chun Ling Tang, 3 pogotka (2+1)

## Vanjske poveznice
- (engl.) AtaHolding Champions Challenge 2007  Arhivirana inačica izvorne stranice od 7. rujna 2008. (Wayback Machine) Službene stranice natjecanja
- (engl.) Rezultati[neaktivna poveznica]